# Carex roraimensis
Carex roraimensis är en halvgräsart som beskrevs av Julian Alfred Steyermark. Carex roraimensis ingår i släktet starrar, och familjen halvgräs. Inga underarter finns listade i Catalogue of Life.